# Кобра (Нагорский район)
Кобра — посёлок в Нагорском районе Кировской области, административный центр Кобринского сельского поселения.

## География
Находится недалеко от реки Кобра на расстоянии примерно 48 километров по прямой север от районного центра посёлка Нагорск.

## История
Изначально на месте посёлка существовал починок Беловский, известный с 1747 года, когда в нём было учтено 8 душ мужского пола. В 1764 году отмечен 21 житель. В 1905 году учтено было дворов 3 и жителей 22, в 1926 году 6 и 32 соответственно. В 1939 году название населённого пункта упоминалось как Беловцы, с 1978 года посёлок Кобра. В 1989 году 1448 жителей. Быстрое развитие посёлка после войны связано с основанием в 1949 году Сибирского лесопункта и организацией в 1963 году Кобринского леспромхоза. В 1989 году было учтено 616 жителей.

## Население
Постоянное население составляло 1259 человек (русские 94 %) в 2002 году, 1006 — в 2010.